# Eunice (Nowy Meksyk)
Eunice – miasto w Stanach Zjednoczonych, w stanie Nowy Meksyk, w hrabstwie Lea.